# Wyangala Dam
Wyangala Dam är en dammbyggnad i Australien. Den ligger i kommunen Cowra och delstaten New South Wales, i den sydöstra delen av landet, omkring 210 kilometer väster om delstatshuvudstaden Sydney. Den ligger vid sjön Wyangala Reservoir.
Trakten runt Wyangala Dam är nära nog obefolkad, med mindre än två invånare per kvadratkilometer.. 
Trakten runt Wyangala Dam består i huvudsak av gräsmarker. Genomsnittlig årsnederbörd är 794 millimeter. Den regnigaste månaden är februari, med i genomsnitt 163 mm nederbörd, och den torraste är oktober, med 28 mm nederbörd.